# 심산로
심산로(Simsan-ro)는 경상북도 성주군 성주읍 대황교차로에서 성주읍 군청삼거리 를 잇는 도로이다.

## 주요 경유지
경상북도
- 성주군 성주읍

## 노선
| 이름          | 접속 노선                  | 소재지 | 소재지 | 비고 |
| ------------- | -------------------------- | ------ | ------ | ---- |
| 대황 교차로   | 국도 제33호선 (가야로)     | 성주군 | 성주읍 |      |
| 경산교        |                            | 성주군 | 성주읍 |      |
| 경산교삼거리  | 국도 제33호선 (성주순환로) | 성주군 | 성주읍 |      |
| 군청삼거리    |                            | 성주군 | 성주읍 |      |
| 성주로와 직결 |                            |        |        |      |

## 주요 건물 및 시설
- HD현대오일뱅크 대운주유소 (심산로 65/경산리 372-17)